# 9917 Keynes
9917 Keynes este un asteroid din centura principală, descoperit pe 26 iunie 1979, de Carlos Torres.